# 장기 배양
장기 배양(organ culture)는 장기의 세포를 조직공학기법으로 배양하는 것이다.
장기배양은 시험관 내에서 전체 장기 또는 장기의 일부를 배양하는 것이다. 실제 체외 장기 자체를 사용하면 다양한 상태와 조건에서 장기 기능을 보다 정확하게 모델링할 수 있으므로 이는 조직 배양 연구 방법의 발전이다.
장기 배양의 주요 목적은 조직의 구조를 유지하고 정상적인 발달 방향으로 나아가는 것이다. 이 기술에서는 조직이 절대로 파괴되거나 손상되지 않는 것이 중요하다. 따라서 세심한 취급이 필요하다. 성장하는 장기 배양에 사용되는 배지는 일반적으로 조직 배양에 사용되는 배지와 동일하다. 장기 배양 기술은 (i) 고체 배지를 사용하는 방법과 (ii) 액체 배지를 사용하는 방법으로 분류할 수 있다.
장기 배양 기술은 발생학, 염증, 암 및 줄기 세포 생물학 연구의 발전에 기여했다.

## 같이 보기
- 세포 배양
- 조직 배양